# Palaindoor di Padova
Il Palaindoor di Padova è una struttura stabile per l'atletica al coperto. Insieme al Palaindoor di Ancona è uno dei due complessi in Italia di questo tipo, rarissimi in Europa. Dal 21 al 22 febbraio 2015, ha ospitato i Campionati italiani assoluti di atletica leggera indoor.
È affiancato, all'esterno, dallo Stadio Euganeo.

## Storia
La struttura è stata realizzata, dal Comune di Padova in collaborazione con la Regione Veneto, Fidal Veneto e Coni. Tuttavia la gestione dell'impianto è stata affidata, sulla base di un'apposita convenzione, alla Corpo Libero Gymnastics Team A.S.D.. L'inaugurazione è avvenuta il 21 dicembre 2013.

## Caratteristiche

### Struttura
- Superficie interna: 7.000 m. quadri
- Misure Palaindoor: 122 x 56 m.
- Capienza Pubblico: 700 posti a sedere
- Spazio Ginnastica Artistica: 1.260 m. quadri
- Spazio Atletica Leggera: 5.600 m. quadri
- Allestimento: pista indoor, due pedane salto in lungo/triplo, salto con l'asta, rettilineo 8 corsie di 60 metri, salto in alto, tre corsie di riscaldamento
- Misure campo interno: 72 m. lunghezza per 31 m. di larghezza (2.200 m. quadri circa)

### Altre dotazioni
Sono presenti quattro spogliatoi (due maschili e due femminili), un locale infermeria/pronto soccorso, due spogliatoi tecnici/giudici, uno spogliatoio operatori, un ufficio, uno spazio segreteria/controllo e gestione, due servizi per il pubblico, servizio ristorazione/bar, 90 m. quadri di palestrina per il riscaldamento e una zona pesistica.

## Manifestazioni ospitate
- Campionati italiani assoluti di atletica leggera indoor (2015)